# Роскілле-6
Роскілле-6 (дан. Roskilde 6) — корабель вікінгів, знайдений під час розширення гавані Музею кораблів вікінгів у Роскілле в 1997 році. Оригінальний корабель мав довжину 37 метрів і є найдовшим дотепер знайденим військовим кораблем Доби вікінгів. Судно належало до типу довгих кораблів з 39 парами весел і екіпажем близько 100 осіб, з яких 78 — веслярі. Корабель датується приблизно 1025 роком, побудований у районі Осло-фіорду і, ймовірно, був зруйнований і покинутий близько 1060 року.
Збережені частини виставлені в Національному музеї Данії та встановлені на сталевий каркас, який показує оригінальний повний розмір корабля.

## Роскілльські кораблі
У 1996—1997 роках проводились роботи для розширення Музею кораблів вікінгів на березі Роскілле-фіорду в Роскілле, у якому демонструвалися Скулделевські кораблі, знайдені в цьому фіорді. Навколо будівлі музею вирішили прорити U-подібний канал, у якому можна було б демонструвати репліки кораблів вікінгів, що будувались музеєм.
Під час розкопок каналу, на загальний подив, робітники виявили 9 залишків кораблів, які належать до кінця Доби вікінгів і початку Високого середньовіччя. Знайдені кораблі стали відомі під назвою Роскілльські кораблі (дан. Roskilde-skibene). Екскаватори завдали великої шкоди більшості уламків, викопаних і взятих на зберігання музеєм.
Корабель, названий Роскілле-6, датований приблизно 1025 роком і виявився найдовшим дотепер відомим кораблем Доби вікінгів. Він єдиний з усіх Роскільських кораблів, що належать до Доби вікінгів, оскільки інші сім зі знайдених Роскілльських кораблів виявились меншими вантажними кораблями з часів Високого середньовіччя, приблизно 1060–1350 років.

## Роскілле-6
Роскілле-6 знайшли в лютому 1997 року буквально на порозі Музею кораблів вікінгів. Знахідку істотно пошкодили екскаватори під час риття каналу навколо музею. У корабля був зруйнований весь лівий бік, але 32-метровий кіль і близько 25 % правого борту в середній частині збереглися.
Збереження археологічного деревного матеріалу здійснювалось Національним музеєм Данії у повільному процесі, під час якого деревина просочувалась водорозчинним стабільним воском PEG-2000, а потім проходила процес сублімаційної сушки. Роботою керував реставратор Крістіан Стреткверн.

### Опис
Корабель побудований з дубу і відрізняється високою якістю виготовлення. Аналіз деревини показав, що дерева, з яких побудований корабель, були зрубані поблизу Осло-фіорду, можливо, в Естфоллі але, швидше за все, у Вестфоллі, близько 1025 року (в проміжку між 1018 і 1032 роками). Корабель належить до часів, коли в Данії, Норвегії та Англії правив король Кнут Великий.
Кіль був ретельно відремонтований і не мав жодних ознак зносу, але корма — частково пошкоджена, ймовірно, при потраплянні на мілину. Ремонт, ймовірно, проводився десь у країнах Балтії.

Шпангоути корабля розміщувалися на відстані 78 см, що також є відстанню між веслярами.

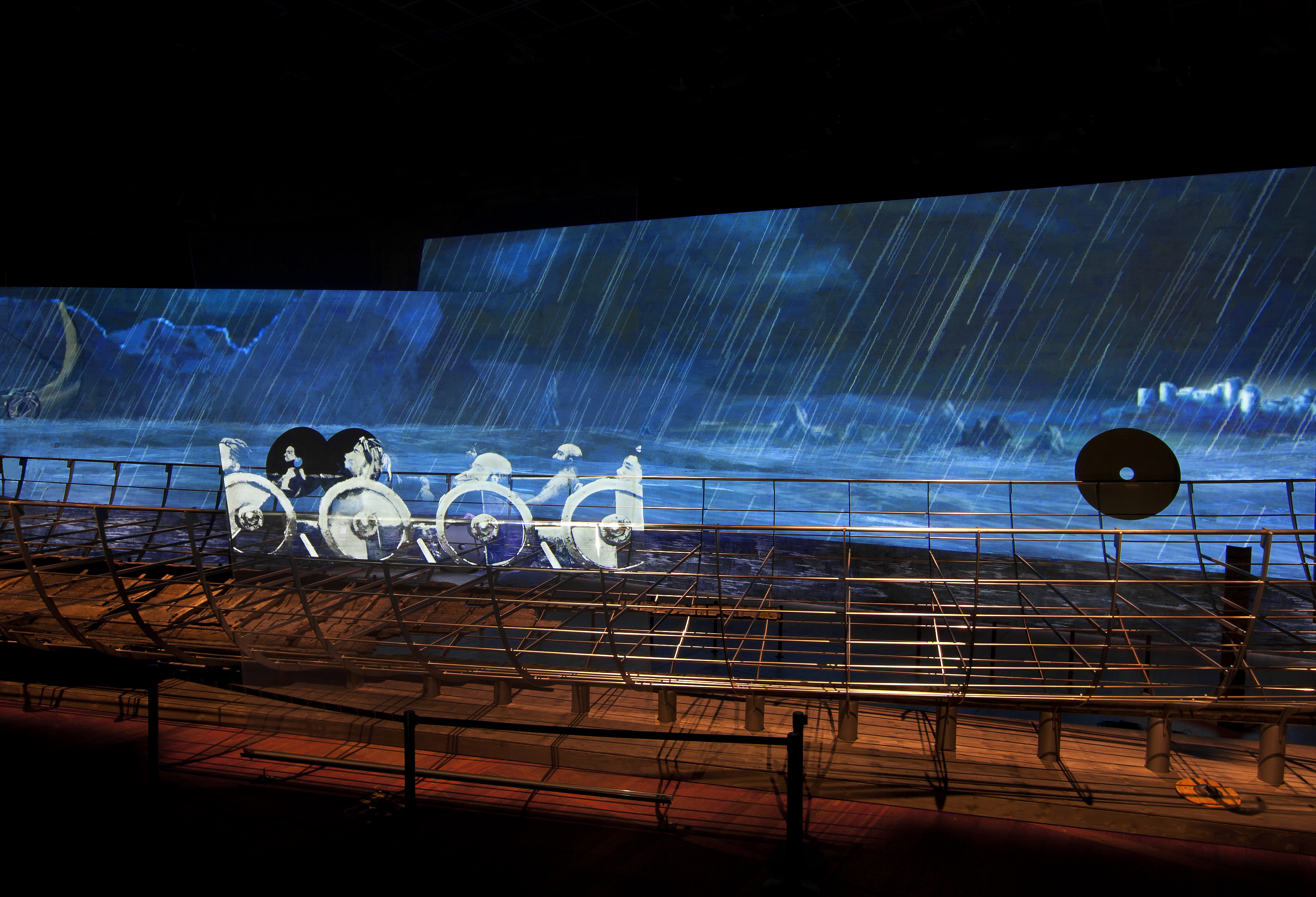
Роскілле-6 в експозиції Національного музею Данії

Відповідно до накопичених знань, здобутих завдяки дослідженню інших кораблів вікінгів, запропонували можливу реконструкцію вітрильного озброєння корабля. Припускається, що воно складалося з єдиного чотирикутного великого вітрила площею майже 200 квадратних метрів, встановленого на високій щоглі.

### Демонстрація
У червні 2013 року відкрилася пересувна виставка «Вікінг» у Національному музеї Данії, де вперше представлена реконструкція корабля Роскілле-6. Залишки корабля були закріплені у 37-метровому сталевому каркасі, що відтворює повну довжину корабля. Усю експозицію виставки, включно із залишками корабля в сталевому каркасі, показали 2014 року в Британському музеї в Лондоні і в Музеї доісторичного періоду і ранньої історії в Берліні.